# 武公 (秦)
武公（ぶこう、紀元前710年以前 - 紀元前678年）は、秦の第5代公。寧公の長子。

## 生涯
寧公の長子として生まれた。寧公には3人の子があり、上の2人が同母であった。武公の生年は直接知られないが、同母弟の徳公は紀元前710年生まれで、その父が16歳のときである。太子に立てられた。
寧公12年（前704年）、寧公が22歳で死ぬと、大庶長の弗忌と威塁の三父は太子（武公）を廃し、末子の出子を立てて秦君とした。
出子6年（前698年）、三父らは数え年で11歳の出子を殺し、武公を秦君に立てた。
武公元年（前697年）、彭戯氏を討伐し、華山の麓に行った。
武公3年（前695年）、出子を殺した罪で三父らを誅し、その三族を滅ぼした。
武公10年（前688年）、邽・冀の戎を討伐し、初めてここに県を置いた。
武公11年（前687年）、初めて杜・鄭に県を置いた。また、小虢を滅ぼした。
武公20年（前678年）、死去。宣陽聚の南東に葬られた。初めて人を殉死させ、その数は66人におよんだ。武公には子が1人あり、白といったが、弟の徳公が継いで秦君となった。

## 参考資料
- 『史記』（秦本紀第五）